# Amarte es un placer Tour
Amarte es un placer Tour fue una gira de conciertos perteneciente al cantante mexicano Luis Miguel para promocionar su álbum Amarte es un placer.

## Lista de temas
| Amarte es un placer Tour : (1 leg, 45 shows) 9 de septiembre de 1999 - 11 de diciembre de 1999 | |                          |          |  |
| N.º                                                                                            | Título | Original álbum           | Duración |  |
| 1.                                                                                             | «Introducción» |                          |          |  |
| 2.                                                                                             | «Quiero» | Amarte es un placer      |          |  |
| 3.                                                                                             | «Tú, solo tú» | Amarte es un placer      |          |  |
| 4.                                                                                             | «Medley» (Entrégate / Tengo todo excepto a ti / La incondicional)                                                                   | 20 Años, Busca una mujer |          |  |
| 5.                                                                                             | «Medley» (Un hombre busca una mujer / Cuestión de piel / Oro de ley)                                                                | Busca una mujer, 20 años |          |  |
| 6.                                                                                             | «Medley» (No me platiques más / No sé tú / La puerta / La barca / Inolvidable)                                                      | Romance                  |          |  |
| 7.                                                                                             | «Suave» | Aries                    |          |  |
| 8.                                                                                             | «Dame» | Nada es igual            |          |  |
| 9.                                                                                             | «Interludio [Armónica]» |                          |          |  |
| 10.                                                                                            | «Dormir contigo» | Amarte Es Un Placer      |          |  |
| 11.                                                                                            | «Medley» (El día que me quieras / Solamente una vez / Somos novios / Todo y nada / Nosotros)                                        | Segundo romance          |          |  |
| 12.                                                                                            | «O tú o ninguna» | Amarte es un placer      |          |  |
| 13.                                                                                            | «Sol, arena y mar» | Amarte es un placer      |          |  |
| 14.                                                                                            | «Medley» (Voy a apagar la luz / Contigo aprendí / Por debajo de la mesa / El reloj / Sabor a mí / La gloria eres tú / Bésame mucho) | Romances                 |          |  |
| 15.                                                                                            | «Cómo es posible que a mi lado» | Nada es igual            |          |  |
| 16.                                                                                            | «Será que no me amas» | 20 Años                  |          |  |
| 17.                                                                                            | «Te propongo esta noche» | Amarte es un placer      |          |  |

| Amarte es un placer Tour : (1 leg, 60 shows) '1 de febrero de 2000 - 6 de mayo de 2000 | |                              |          |  |
| N.º                                                                                    | Título | Original álbum               | Duración |  |
| 1.                                                                                     | «Introducción» |                              |          |  |
| 2.                                                                                     | «Quiero» | Amarte es un placer          |          |  |
| 3.                                                                                     | «Tú, solo tú» | Amarte es un placer          |          |  |
| 4.                                                                                     | «Medley» (Entrégate / Tengo todo excepto a ti / La incondicional)                                                                   | 20 Años, Busca Una Mujer     |          |  |
| 5.                                                                                     | «Medley» (Un hombre busca una mujer / Cuestión de piel / Oro de ley)                                                                | Busca una mujer, 20 años     |          |  |
| 6.                                                                                     | «Medley» (No me platiques más / No sé tú / La puerta / La barca / Inolvidable)                                                      | Romance                      |          |  |
| 7.                                                                                     | «Suave» | Aries                        |          |  |
| 8.                                                                                     | «Dame» | Nada es igual                |          |  |
| 9.                                                                                     | «Medley» (El día que me quieras / Solamente una vez / Somos novios / Todo y nada / Nosotros)                                        | Segundo romance              |          |  |
| 10.                                                                                    | «O tú o ninguna» | Amarte es un placer          |          |  |
| 11.                                                                                    | «Sol, arena y mar» | Amarte es un placer          |          |  |
| 12.                                                                                    | «Medley» (Voy a apagar la luz / Contigo aprendí / Por debajo de la mesa / El reloj / Sabor a mí / La gloria eres tú / Bésame mucho) | Romances                     |          |  |
| 13.                                                                                    | «Y (Solo en México)» | never released by the artist |          |  |
| 14.                                                                                    | «La bikina (Solo en México)» | never released by the artist |          |  |
| 15.                                                                                    | «Cómo es posible que a mi lado» | Nada es igual                |          |  |
| 16.                                                                                    | «Será que no me amas» | 20 Años                      |          |  |
| 17.                                                                                    | «Te propongo esta noche» | Amarte es un placer          |          |  |

## Fechas de la gira
| Fecha                    | Ciudad             | País           | Lugar                             | Audiencia |
| Europa                   | Europa             | Europa         | Europa                            | Europa    |
| ------------------------ | ------------------ | -------------- | --------------------------------- | --------- |
| 9 de septiembre de 1999  | Gijón              | España         | Palacio de Deportes de Gijón      | 10,000    |
| 11 de septiembre de 1999 | Pamplona           | España         | Pabellón Universitario de Navarra | 6,000     |
| 15 de septiembre de 1999 | Madrid             | España         | Plaza de Toros Las Ventas         | 18,000    |
| 16 de septiembre de 1999 | Madrid             | España         | Plaza de Toros Las Ventas         | 18,000    |
| 17 de septiembre de 1999 | Madrid             | España         | Plaza de Toros Las Ventas         | 18,000    |
| 20 de septiembre de 1999 | Vigo               | España         | Estadio Balaídos                  | 23,000    |
| 22 de septiembre de 1999 | Valladolid         | España         | Estadio José Zorrilla             | 18,000    |
| 25 de septiembre de 1999 | Marbella           | España         | Estadio Municipal de Marbella     | 19,000    |
| 26 de septiembre de 1999 | Cartagena          | España         | Estadio Cartagonova               | 14,000    |
| 28 de septiembre de 1999 | Murcia             | España         | Plaza de Toros de Murcia          | 10,000    |
| 29 de septiembre de 1999 | Úbeda              | España         | Estadio San Miguel                | 10,000    |
| 1 de octubre de 1999     | Valencia           | España         | Plaza de Toros de Valencia        | 13,000    |
| 2 de octubre de 1999     | Valencia           | España         | Plaza de Toros de Valencia        | 13,000    |
| 5 de octubre de 1999     | Barcelona          | España         | Palau Sant Jordi                  | 20,000    |
| 6 de octubre de 1999     | Barcelona          | España         | Palau Sant Jordi                  | 20,000    |
| 7 de octubre de 1999     | Alicante           | España         | Place de Alicante                 | 15,200    |
| 9 de octubre de 1999     | Seville            | España         | Estadio Olímpico de la Cartuja    | 28,000    |
| 11 de octubre de 1999    | Zaragoza           | España         | Plaza de Toros                    | 12,000    |
| 12 de octubre de 1999    | Zaragoza           | España         | Plaza de Toros                    | 12,000    |
| 16 de octubre de 1999    | Tenerife           | España         | Recinto Portuario                 | 22,000    |
| Sudamérica               |                    |                |                                   |           |
| 22 de octubre de 1999    | Río de Janeiro     | Brasil         | Arena Metropolitan                | 9,600     |
| 23 de octubre de 1999    | São Paulo          | Brasil         | Credicard Hall                    | 12,500    |
| 24 de octubre de 1999    | São Paulo          | Brasil         | Credicard Hall                    | 12,500    |
| 25 de octubre de 1999    | Curitiba           | Brasil         | Vila Olímpico                     | 18,500    |
| 26 de octubre de 1999    | Porto Alegre       | Brasil         | Ginásio Gigantinho                | 14,000    |
| 5 de noviembre de 1999   | Buenos Aires       | Argentina      | Estadio Vélez Sarsfield           | 50,000    |
| 6 de noviembre de 1999   | Buenos Aires       | Argentina      | Estadio Vélez Sarsfield           | 50,000    |
| 7 de noviembre de 1999   | Buenos Aires       | Argentina      | Estadio Vélez Sarsfield           | 50,000    |
| 10 de noviembre de 1999  | Rosario            | Argentina      | Estadio Rosario Central           | 25,000    |
| 12 de noviembre de 1999  | Córdoba            | Argentina      | Estadio Chateau Carreras          | 19,000    |
| 14 de noviembre de 1999  | Tucumán            | Argentina      | Estadio La Ciudadela              | 14,000    |
| 16 de noviembre de 1999  | San Juan           | Argentina      | Estadio San Martín                | 15,000    |
| 18 de noviembre de 1999  | Mendoza            | Argentina      | Estadio Malvinas Argentinas       | 21,000    |
| 20 de noviembre de 1999  | Santiago           | Chile          | Estadio Nacional de Chile         | 45,000    |
| 21 de noviembre de 1999  | Viña del Mar       | Chile          | Anfiteatro de la Quinta Vergara   | 20,000    |
| 22 de noviembre de 1999  | Santiago           | Chile          | Estadio San Carlos de Apoquindo   | 15,000    |
| 24 de noviembre de 1999  | Antofagasta        | Chile          | Estadio Regional de Antofagasta   | 20,000    |
| 27 de noviembre de 1999  | Temuco             | Chile          | Estadio Municipal Germán Becker   | 18,000    |
| 30 de noviembre de 1999  | Bahía Blanca       | Argentina      | Estadio Olimpo                    | 19,000    |
| 2 de diciembre de 1999   | Quilmes            | Argentina      | Estadio Quilmes                   | 30,000    |
| 3 de diciembre de 1999   | Montevideo         | Uruguay        | Estadio Centenario                | 45,000    |
| 8 de diciembre de 1999   | Caracas            | Venezuela      | Poliedro de Caracas               | 13,000    |
| 9 de diciembre de 1999   | Caracas            | Venezuela      | Poliedro de Caracas               | 13,000    |
| 10 de diciembre de 1999  | Caracas            | Venezuela      | Poliedro de Caracas               | 13,000    |
| 15 de diciembre de 1999  | Maracaibo          | Venezuela      | Plaza Monumental                  | 14,000    |
| Norteamérica             |                    |                |                                   |           |
| 1 de febrero de 2000     | Bakersfield        | Estados Unidos | Centennial Garden                 | 10,000    |
| 3 de febrero de 2000     | Los Ángeles        | Estados Unidos | Universal Amphitheater            | 6,189     |
| 4 de febrero de 2000     | Los Ángeles        | Estados Unidos | Universal Amphitheater            | 6,189     |
| 5 de febrero de 2000     | Los Ángeles        | Estados Unidos | Universal Amphitheater            | 6,189     |
| 6 de febrero de 2000     | Los Ángeles        | Estados Unidos | Universal Amphitheater            | 6,189     |
| 7 de febrero de 2000     | Los Ángeles        | Estados Unidos | Universal Amphitheater            | 6,189     |
| 12 de febrero de 2000    | Minneapolis        | Estados Unidos | Orpheum Theatre                   | 2,650     |
| 14 de febrero de 2000    | Fairfax            | Estados Unidos | Patriot Center                    | 10,000    |
| 16 de febrero de 2000    | New York City      | Estados Unidos | Radio City Music Hall             | 6,000     |
| 18 de febrero de 2000    | New York City      | Estados Unidos | Radio City Music Hall             | 6,000     |
| 19 de febrero de 2000    | New York City      | Estados Unidos | Radio City Music Hall             | 6,000     |
| 20 de febrero de 2000    | New York City      | Estados Unidos | Radio City Music Hall             | 6,000     |
| 24 de febrero de 2000    | Ciudad de México   | México         | Auditorio Nacional                | 10,000    |
| 25 de febrero de 2000    | Ciudad de México   | México         | Auditorio Nacional                | 10,000    |
| 26 de febrero de 2000    | Ciudad de México   | México         | Auditorio Nacional                | 10,000    |
| 27 de febrero de 2000    | Ciudad de México   | México         | Auditorio Nacional                | 10,000    |
| 1 de marzo de 2000       | Ciudad de México   | México         | Auditorio Nacional                | 10,000    |
| 2 de marzo de 2000       | Ciudad de México   | México         | Auditorio Nacional                | 10,000    |
| 3 de marzo de 2000       | Ciudad de México   | México         | Auditorio Nacional                | 10,000    |
| 4 de marzo de 2000       | Ciudad de México   | México         | Auditorio Nacional                | 10,000    |
| 5 de marzo de 2000       | Ciudad de México   | México         | Auditorio Nacional                | 10,000    |
| 6 de marzo de 2000       | Ciudad de México   | México         | Auditorio Nacional                | 10,000    |
| 8 de marzo de 2000       | Ciudad de México   | México         | Auditorio Nacional                | 10,000    |
| 9 de marzo de 2000       | Ciudad de México   | México         | Auditorio Nacional                | 10,000    |
| 10 de marzo de 2000      | Ciudad de México   | México         | Auditorio Nacional                | 10,000    |
| 11 de marzo de 2000      | Ciudad de México   | México         | Auditorio Nacional                | 10,000    |
| 12 de marzo de 2000      | Ciudad de México   | México         | Auditorio Nacional                | 10,000    |
| 15 de marzo de 2000      | Ciudad de México   | México         | Auditorio Nacional                | 10,000    |
| 16 de marzo de 2000      | Ciudad de México   | México         | Auditorio Nacional                | 10,000    |
| 17 de marzo de 2000      | Ciudad de México   | México         | Auditorio Nacional                | 10,000    |
| 18 de marzo de 2000      | Ciudad de México   | México         | Auditorio Nacional                | 10,000    |
| 19 de marzo de 2000      | Ciudad de México   | México         | Auditorio Nacional                | 10,000    |
| 20 de marzo de 2000      | Ciudad de México   | México         | Auditorio Nacional                | 10,000    |
| 24 de marzo de 2000      | Miami              | Estados Unidos | American Airlines Arena           | 20,000    |
| 25 de marzo de 2000      | Miami              | Estados Unidos | American Airlines Arena           | 20,000    |
| 26 de marzo de 2000      | Lakeland           | Estados Unidos | Jenkins Arena                     | 8,200     |
| 28 de marzo de 2000      | Chicago            | Estados Unidos | United Center                     | 18,000    |
| 31 de marzo de 2000      | Lowell             | Estados Unidos | Tsongas Arena                     | 7,800     |
| 1 de abril de 2000       | Atlantic City      | Estados Unidos | Taj Mahal                         | 6,000     |
| 5 de abril de 2000       | South Padre Island | Estados Unidos | SP Convention Center              | 3,000     |
| 6 de abril de 2000       | South Padre Island | Estados Unidos | SP Convention Center              | 3,000     |
| 7 de abril de 2000       | San Antonio        | Estados Unidos | Alamodome                         | 30,000    |
| 10 de abril de 2000      | Houston            | Estados Unidos | Compaq Center                     | 16,000    |
| 13 de abril de 2000      | Monterrey          | México         | Auditorio Coca-Cola               | 8,000     |
| 14 de abril de 2000      | Monterrey          | México         | Auditorio Coca-Cola               | 8,000     |
| 15 de abril de 2000      | Monterrey          | México         | Auditorio Coca-Cola               | 8,000     |
| 16 de abril de 2000      | Monterrey          | México         | Auditorio Coca-Cola               | 8,000     |
| 17 de abril de 2000      | Monterrey          | México         | Auditorio Coca-Cola               | 8,000     |
| 19 de abril de 2000      | Dallas             | Estados Unidos | Dallas Starplex Amphitheatre      | 14,000    |
| 21 de abril de 2000      | El Paso            | Estados Unidos | Don Haskins Center                | 12,200    |
| 22 de abril de 2000      | El Paso            | Estados Unidos | Don Haskins Center                | 12,200    |
| 25 de abril de 2000      | Denver             | Estados Unidos | Magness Arena                     | 7,200     |
| 27 de abril de 2000      | Anaheim            | Estados Unidos | Arrowhead Pond                    | 13,000    |
| 28 de abril de 2000      | San Jose           | Estados Unidos | San Jose Arena                    | 19,000    |
| 29 de abril de 2000      | Las Vegas          | Estados Unidos | Mandalay Bay Events Center        | 12,000    |
| 30 de abril de 2000      | Fresno             | Estados Unidos | Selland Arena                     | 8,000     |
| 2 de mayo de 2000        | Tucson             | Estados Unidos | TCC Arena                         | 9,300     |
| 3 de mayo de 2000        | Phoenix            | Estados Unidos | Sky Pavilion                      | 15,000    |
| 5 de mayo de 2000        | San Diego          | Estados Unidos | Cox Arena                         | 12,000    |
| 6 de mayo de 2000        | Chula Vista        | Estados Unidos | Coors Amphitheatre                | 18,000    |
| 240 días                 | 59 ciudades        | 12 países      | 60 recintos                       | 1,533,295 |

- El concierto del Estadio Nacional en Santiago fue  parcialmente grabado para su transmisión en Chile por Canal 13.

### Ganancias
| Lugar                      | Ciudad           | Entradas vendidas       | Ganancia    |
| -------------------------- | ---------------- | ----------------------- | ----------- |
| Auditorio Nacional         | Ciudad de México | 183,688 / 203,343 (90%) | $8,220,194  |
| Universal Amphitheatre     | Los Ángeles      | 24,012 / 27,416 (88%)   | $1,580,042  |
| Radio City Music Hall      | New York City    | 18,947 / 24,052 (79%)   | $1,367,140  |
| United Center              | Chicago          | 7,328 / 10,000 (73%)    | $550,075    |
| San Jose Arena             | San Jose         | 6,264 / 11,647 (54%)    | $450,245    |
| Mandalay Bay Events Center | Las Vegas        | 5,329 / 9,791 (54%)     | $474,410    |
| Total                      | Total            | 244,776 / 286,249 (86%) | $12,642,106 |

## Banda
- Voz: Luis Miguel
- Guitarra: Todd Robinson
- Bajo: Lalo Carrillo
- Teclados: Francisco Loyo y Arturo Pérez
- Batería: Victor Loyo
- Percusión: Tommy Aros
- Saxofón: Jeff Nathanson
- Trompetas: Francisco Abonce y Juan Arpero
- Trombón: Alejandro Carballo
- Coros: Julie bond, Naja Barnes, Carmel Cooper
- Mariachi 2000 (Solo en México)